# Ahmedou Hamahoullah
 (avril 2017).
Améliorez-le ou discutez des points à vérifier. 
 (avril 2017).
Si vous disposez d'ouvrages ou d'articles de référence ou si vous connaissez des sites web de qualité traitant du thème abordé ici, merci de compléter l'article en donnant les références utiles à sa vérifiabilité et en les liant à la section « Notes et références ».
Ahmedou Hamahoullah (v.1883-1943), appelé aussi Cheikh Hamallah, le marabout de Nioro ou le chérif de Nioro, est une personnalité religieuse malienne. Il est le fondateur d'une branche de la confrérie soufie tijaniyya désignée sous le nom de hamallisme ou hamawiyya.

## Biographie

### Jeunesse
Ahmedou Hamahoullah (« celui que Dieu a protégé »), est né à Kamba Sagho au Mali en 1881 d’un père maure érudit de Tichitt en Mauritanie et d’une mère peule du Mali,. Son père, Mohamedou Ould Seydna Oumar, est issu de la tribu des Ahel Mohammad Sidi Chérif de Tichitt en Mauritanie. Ce fin lettré, réputé pour son rigorisme en matière de religion, s’installe, pour faire du commerce, un peu plus loin à Kamba Sagho, près de Niamyna sur les bords du Niger (cercle de Ségou). Sa mère s'appelle Assa Diallo.
Devenu vieux et sentant sans doute sa mort prochaine, son père Mohamedou décide de se rapprocher de ses parents du Hodh mauritanien sans porter préjudice à son commerce. Parmi tous les centres commerciaux de l’époque, son choix se porte sur la ville de Nioro, au Sahel, qui était en relations constantes avec Tichitt, la terre de ses ancêtres. Il s’installe dans l’ancienne capitale du Kaarta vers 1885.
En 1895, le vieux Maure confie ses deux enfants, Hamahoullah et son petit frère Baba el-Kébir, à son cousin, le célèbre professeur Mohamedou Ould Chérif, qui les conduit à Tichitt où ils commencent à apprendre les premières lettres de l’alphabet arabe. Ensuite, les deux garçons sont pris en charge par leur oncle Mohamedou Ould Bouyé Ahmed, dit Deh, qui leur enseigne le Coran.
A l’école de Deh, le petit Ahmedou se distingue par sa vivacité d’esprit. D’une mémoire étonnante, il lui suffisait d’écouter son oncle lire une seule fois un verset coranique pour le réciter sans se tromper. Dès cette époque, on commence à lui attribuer de nombreux miracles et les campements environnants ne parlent plus que de ce « gamin extraordinaire ».

### Successeur de Sidi Mohammed Lakhdar à la tête des «onze grains»
Le cheikh Sidi Mohammed Lakhdar qui avait été chargé de la mission d’étendre la tariqa en Afrique de l’Ouest par le cheikh Sidi Tahar de Tlemcen, un des proches compagnons du fondateur de la confrérie, le cheikh Ahmed Tijani (1738-1815). il semble toutefois qu'à l'origine il s'agit d'un projet de l'administration coloniale algérienne, soucieuse de développer en Afrique de l'ouest une branche tijane pro-française pour contrecarrer la branche tijane hostile, issue du jihad d'Oumar Tall.
Arrivé à Nioro en 1903, il s'insère dans les réseaux wolofs et pro-Ahmadou Tall, hostiles à la présence française dont il devient le marabout alors que l'influence tijane est aussi assurée par la personne de Murtada Tall, sympathisant des Français. Or, cheikh Lakhdar promouvait la pratique des prières dite des « onze grains » (qui récite onze fois la prière djawartu al kamal)), différente de celle des « douze grains » promue par la Umariyya. Cette différence de pratique, déjà attestée et tolérée au sein des tijanes maghrébins, va cristalliser l'opposition entre deux branches de la tijaniyya.
Selon le récit traditionnel, un vendredi matin de 1902, Lakhdar écrit un « mot » de onze lettres et demande à Hamahoullah s’il lui est arrivé de voir cette formule sacrée au cours de songes ou de rêves (l’onirisme a une place importante dans le mysticisme musulman). Hamahoullah aurait révélé un autre mot dont le sens ésotérique était le même et dont la somme des valeurs numériques de chacune des deux lettres égalait aussi onze, le chiffre sacré de la confrérie, en utilisant le procédé mnémotechnique soufi.

### Autorité charismatique et inquiétudes françaises
Hamallah s'ancre dans la pratique de réclusion soufie et ne quitte jamais sa zâwiya. Il ne se livre pas aux visites mondaines de ses disciples (ziâra) et, riche en cadeaux, il peut faire d'immenses dons à la population. L’homme est simple et respectueux des autres. Si l’on en croit les témoignages des administrateurs coloniaux qui l’ont connu, il est très généreux. Descemet confirme les renseignements rapportés par P. Marty : « S’il reçoit beaucoup, il donne également beaucoup, ne gardant qu’assez peu pour lui-même, secourant sans compter les détresses matérielles qui ont recours à lui. Et cette générosité n’est pas sans ajouter grandement à son renom […] Il n’est pas un quémandeur ou un pauvre qui frappe en vain à sa porte […] ». L'écrivain malien Amadou Hampaté Bâ note pour sa part : « Ce qui force l’admiration chez le chérif Hamahoullah, ce ne sont pas la sainteté et les miracles mais ce sont surtout son courage mâle, sa poigne et son imperturbable sang-froid. » 

Cette retraite mystique a alimenté son caractère de walî mais a en même temps attisé les soupçons coloniaux sur une supposée attitude subversive. Un rapport de l’inspecteur des affaires administratives, daté du 3 décembre 1917, le décrivait ainsi :
« J’ai vu Chérif Hamallah. Il m’a paru très concentré, peu désireux d’être connu de nous. Il parle très peu, bien qu’il écoute avec une grande attention ce qu’on lui dit. A l’inverse de ses collègues, il n’est pas prodigue de déclarations de loyalisme. Je lui ai parlé de la France, puissance musulmane protectrice de l’Islam, sans réussir à le faire sortir de son mutisme. Une allusion au grand Chérif de La Mecque, allié de la France dans la Grande Guerre, m’a paru lui être plutôt désagréable. Au total, l’impression n’est pas favorable. Personnage fermé, sur la réserve, qui paraît être en contemplation intérieure ou sous l’emprise d’une idée fixe. On croirait qu’il est au stade pathologique qui précède ou accompagne le mysticisme. A surveiller de très près quoique avec discrétion.»
Sa popularité suscite des oppositions, en particulier au sein des Cheikh. Fah ould Cheikh el-Mehdi, bien que violemment anti-soufis, fut l’un d’eux, méfiant de l’adhésion massive des Laghlal au tijânisme « onze grains ». Ce ralliement coïncida en effet avec une période de tensions croissantes entre tribus rivales. À partir de 1923, ces rivalités donnèrent lieu à une multiplication des affrontements et Fah initia une attaque directe à travers une série d’une dizaine de philippiques, présentées sous forme de poèmes. La responsabilité de Fah dans les rixes qui opposèrent tijâne et Laghlal lui valut d'être déporté au Trarza, dans la région de Boutilimit, en 1924. Ces événements éveillèrent les suspicions de l’administration sur Hamallah.

### Persécutions françaises (1925-1943)
Le refus du compromis colonial de cheikh Hamahoullah va aboutir à une confrontation avec l'administration française de 1925 à 1948. À la suite d'affrontements entre partisans des 11 grains et des 12 dans la ville de Nioro, Hamahoullah est condamné par les autorités françaises à être déporté pendant 10 ans à Mederdra, dans le Trarza mauritanien, puis en Côte d'Ivoire. Il n'est autorisé à rentrer qu'en 1936.

À la suite d'une vandetta menée par Baba, fils de Hamallah, contre le groupe Tinouajiou des cercles de Nioro et de l'Assaba en août 1940, l'administration lance une vaste répression contre la hamawiyya. Le gouverneur vichyste Boisson décide de le faire arrêter le 19 juin 1941. Le cheikh est emmené dans la foulée vers Dakar par avion, puis, le 21 juin, en Algérie. Baba et son frère Cheikh Sidi Ahmed ould Hamallah, deux fils du cheikh, sont fusillés le 11 novembre 1941 en même temps que 31 dirigeants ou notables maures. Des centaines de disciples sont arrêtés avant d'être déportés dans les camps de concentration d'Ansongo, de Bourem et de Kidal. 

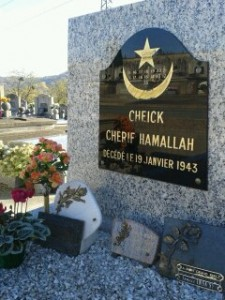
Sépulture de Cheikh Hamallah, au cimetière de Montluçon

En 1942, Cheikh Hamallah est de nouveau déporté en France. Il est transféré à Évaux-les-Bains, dans la Creuse, dans un centre d'internement administratif comme près de 600 000 opposants politiques entre 1939 et 1946. À l’automne 1942, l’état de santé du dignitaire se détériore soudainement.
Hospitalisé à Montluçon, il décède des suites d’une cardiopathie le 16 janvier 1943. Dans cette ville sous occupation allemande, Cheikh Hamahoullah est enterré précipitamment dans le carré commun réservé aux indigents. Redoutant les réactions des fidèles hamallistes au Sahel, les autorités coloniales choisissent de maintenir son décès secret jusqu’à la Libération.

### Postérité
La légende veut que cheikh Hamallah a promis à ses disciples qu’il reviendra un jour (sans leur dire comment ni sous quelle apparence). Le cheikh Mohamedou ould Hamallah dit Bouyé Haïdara, un de ses fils, lui a succédé à la tête de la hamawiyya.
Un môle du port de Dakar porte le nom de cheikh Hamallah.